# Panzerkampfwagen V Panther
Der Panzerkampfwagen V (Suggestivname: Panther; Sd.Kfz. 171) war ein mittlerer deutscher Panzer im Zweiten Weltkrieg. Er wurde von MAN als Reaktion auf den sowjetischen T-34 entwickelt. Der Panther sollte die anderen mittleren deutschen Panzer ersetzen, kam dann aber zusammen mit dem weiter produzierten Panzer IV zum Einsatz. Von 1943 bis zum Ende des Krieges wurden rund 6000 Fahrzeuge in verschiedenen Ausführungen von mehreren Herstellern gebaut und sowohl an der Ostfront als auch im Westen eingesetzt.
Hauptwaffe des Panther war eine leistungsfähige 7,5-cm-Kanone, die präziser und durchschlagskräftiger als die der gegnerischen Panzer war. Die Panzerung von bis zu 100 mm Dicke war als Neuerung im deutschen Panzerbau rundum abgeschrägt. Der Schutz war auf frontale Bedrohungen ausgerichtet; die Panzerung an den Seiten und am Heck war deutlich schwächer. Mit etwa 45 t Gewicht war der Panther für einen mittleren Panzer relativ schwer (manche schwere Panzer der Gegenseite waren leichter). Sein Fahrwerk und der starke Motor verliehen ihm eine sehr gute Mobilität.
Da die Entwicklung des Panthers unter Zeitdruck geschah, wiesen die Fahrzeuge zunächst erhebliche technische Mängel und konstruktive Schwächen auf, von denen einige bis zum Ende der Produktion nicht abgestellt werden konnten und ihn relativ wartungsintensiv und störungsanfällig machten. Er gilt in der Nachbetrachtung als ausgewogener richtungweisender Entwurf.

## Entwicklung

### Vorgeschichte
Mit dem „Unternehmen Barbarossa“, dem Überfall der Wehrmacht auf die Sowjetunion, begann am 22. Juni 1941 der Deutsch-Sowjetische Krieg. Die deutsche Panzertruppe war mit den mittleren Panzern III und IV sowie dem Panzer 38(t) ausgerüstet. Die Rolle der Panzerbekämpfung war dem Panzer III und dessen 5-cm-Kanone zugedacht, während der Panzer IV mit der kurzen 7,5-cm-Kanone als Unterstützungspanzer konzipiert war.
Bei Gefechten mit sowjetischen T-34 stellte sich heraus, dass die deutschen Panzer bestenfalls auf gefährlich kurze Distanz eine Chance hatten, die Panzerung des T-34 zu bezwingen. Die deutsche Führung war bis dahin davon ausgegangen, der Panzer III wäre allen leichten bis mittleren sowjetischen Panzern überlegen. Der Schock, den das Auftreten des bis dahin unbekannten T-34 verursachte, initiierte die Entwicklung eines neuen mittleren Panzers – des Panther. Bis zur Einführung des Panzerkampfwagens VI Tiger und der später erfolgten Einführung des Panther konnten sich die deutschen Panzereinheiten oft nur durch bessere Taktik behaupten.

### Prototypen
Nach Untersuchungen erbeuteter T-34 gingen Entwicklungsaufträge für einen mindestens gleichwertigen Panzer sowohl an Daimler-Benz als auch an MAN. Die Entwürfe erhielten die Bezeichnungen Daimler Benz VK.30.01 (DB) und MAN VK.30.02 (MAN). Der Vorschlag von Daimler-Benz erinnerte stark an den T-34, während der MAN-Entwurf eine neue eigenständige Konstruktion nach deutschen Erfahrungen und Anforderungen war. Eine Sonderkommission zur Auswahl des zu produzierenden Modelles schlug den Entwurf der Firma MAN aus folgenden Gründen vor:
- Der Turm für den Daimler-Benz-Panzer wäre nicht vor Dezember 1942 produktionsreif gewesen. Da der Turmkranz einen 5 cm geringeren Durchmesser als der des bereits verfügbaren Rheinmetallturms für das MAN-Modell hatte, hätte dieser Turm nicht einmal behelfsweise verwendet werden können.
- Das Laufwerk des MAN war die bessere Waffenplattform.
- Unterwasserfahrten waren ohne langwierige Vorbereitungen möglich, da der Triebwerksraum entsprechend abgeschottet war.
- Größerer Aktionsradius des MAN-Panthers[2]

Auffallendstes äußeres Merkmal waren die erstmals bei einem deutschen Panzer rundum geneigten Seitenflächen. Diese waren aber kein Ergebnis der Untersuchungen des T-34, sondern man hatte bereits zuvor Tests mit schrägen Panzerungen durchgeführt. Allerdings sind erst auf der Zeichnung einer direkten Panther-Vorgängerkonstruktion VK 20.02 (M) vom 25. November 1941, die als Reaktion auf Berichte von der Ostfront über die erfolgreichen sowjetischen Panzer entstand, die Panzerungswinkel und Formen des späteren Panther zu erkennen.

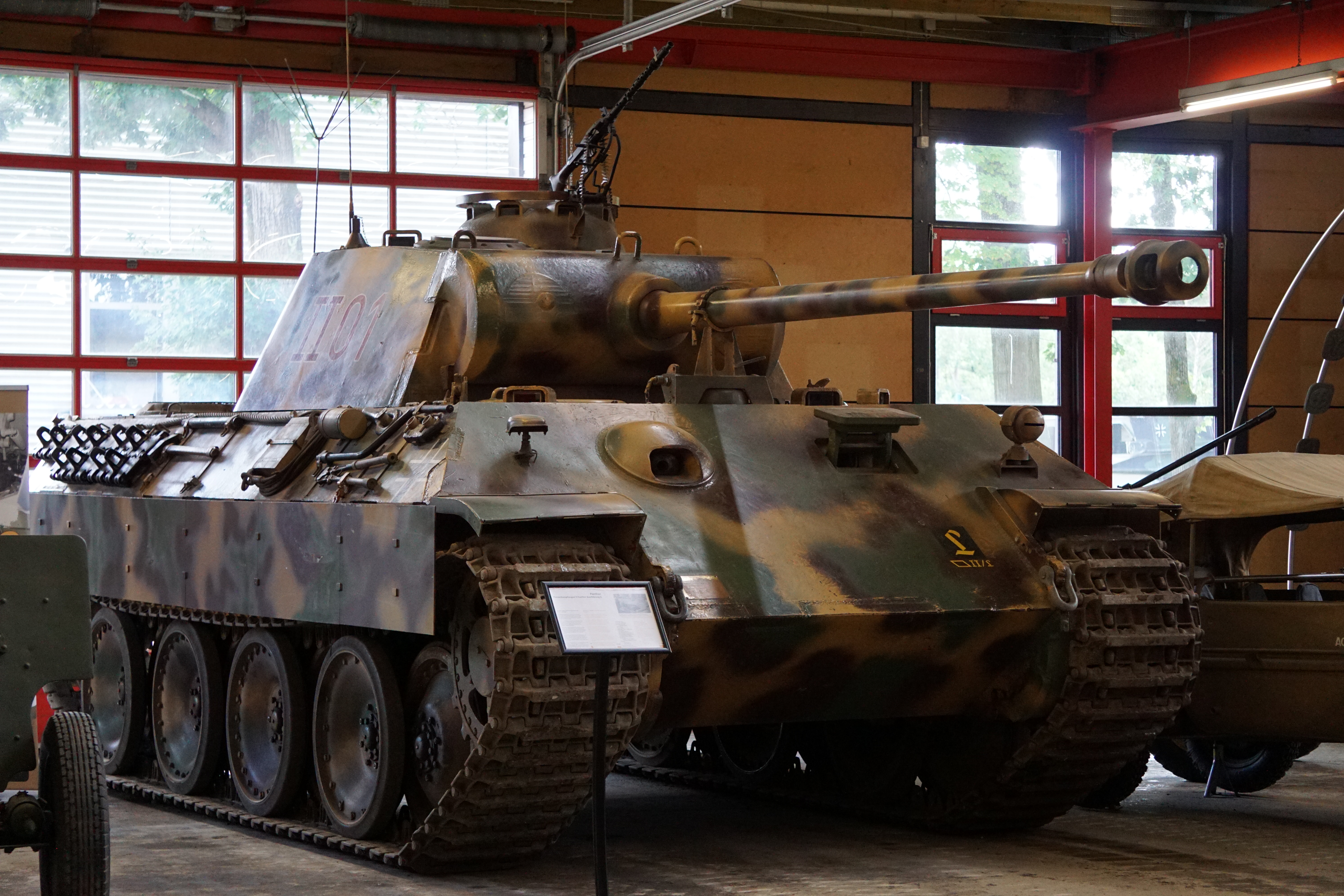
Panzer V Panther als Befehlspanther, erkennbar an der zusätzlichen Antenne, dem verschlossenen Maschinengewehrport im Turm und der Turmmarkierung II01.

Nachdem die Entscheidung für das MAN-Modell gefallen war, wurde die erste Bestellung von 200 Panzern bei Daimler-Benz storniert.

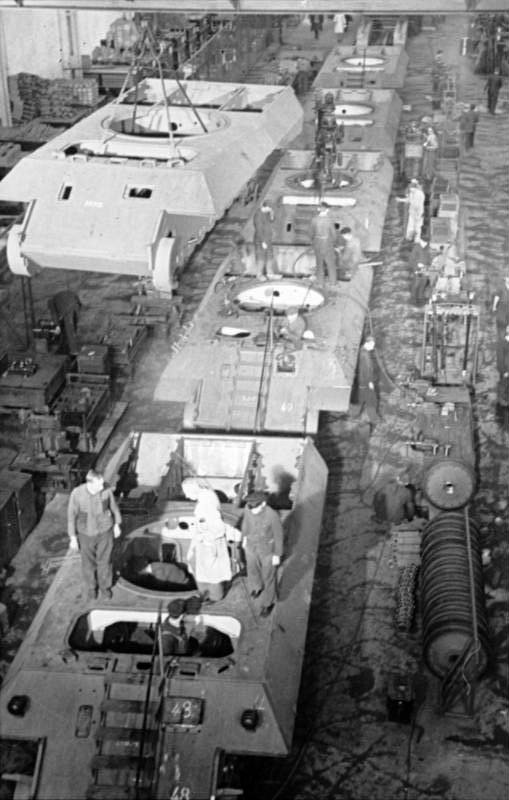
Serienfertigung des Panthers

## Serienfertigung
Die Erprobung der Prototypen erfolgte bei der Versuchsstelle für Kraftfahrt (Verskraft) in Kummersdorf. Nachdem die Entscheidung zugunsten der VK 30.02 von MAN als zukünftiger Panzerkampfwagen V Panther gefallen war, trafen sich am 4. Juni 1942 in Nürnberg Vertreter der vier Werke, die für die Endmontage der Fahrzeuge vorgesehen waren:
- MAN, Werk Nürnberg
- Daimler-Benz, Werk Berlin-Marienfelde
- Henschel & Sohn, Kassel
- Maschinenfabrik Niedersachsen Hannover (M.N.H.)

Die Demag fertigte am Stadtrand von Berlin eine geringe Anzahl der Ausführung.
Henschel & Sohn schied nach dem Auslaufen der Ausf. D als Hersteller aus. Daneben war eine Vielzahl von Zulieferern und Subunternehmern für Teilaufträge eingebunden. Die Kosten für einen Panther ohne Waffen, Optik und Funk betrugen etwa 120.000 Reichsmark, was auf das Jahr 1943 bezogen inflationsbereinigt in heutiger Währung rund 569.000 Euro entspricht.
Der Produktionsplan sah den Beginn der Serienfertigung zum Jahresende 1942 vor. Im Januar 1943 wurden vier Panzer ausgeliefert. Auch in den folgenden Monaten verlief die Fertigung mit 18 Stück im Februar, 59 im März und 78 im April zunächst eher schleppend. Dabei waren die produzierten Fahrzeuge der ersten Monate so fehlerhaft, dass sie in großem Umfang nachgebessert werden mussten und deshalb effektiv erst ab Mitte 1943 einsatzbereite Panther-Einheiten zur Verfügung standen. Als im August 1943 das Daimler-Benz-Werk in Berlin-Marienfelde und die MAN in Nürnberg-Gibitzenhof durch Bombenangriffe beschädigt wurden, sank der monatliche Ausstoß kurzzeitig wieder ab. Beide Werke wurden erneut im August und September 1944 mehrmals angegriffen. Die M.N.H. wurde bei den Luftangriffen auf Hannover erst im März 1945 getroffen. Mit der Besetzung der Werke im April 1945 endete die Produktion für das Deutsche Reich. Nach der Kapitulation der Wehrmacht wurde der Panther aus Restbeständen in geringen Stückzahlen bis Anfang 1946 weiterproduziert. Einer der nach Kriegsende unter Aufsicht der Royal Electrical and Mechanical Engineers produzierten Panther ist heute im Bovington Tank Museum in Dorset ausgestellt.
MAN fertigte mit 2030 Stück die meisten Panther, knapp vor Daimler-Benz mit 1929 Stück und M.N.H. mit 1856 Stück. Henschel & Sohn (130 Stück) und die Demag (50 Stück) waren nur geringfügig beteiligt. Beginnend mit der Ausführung D, von der 842 Fahrzeuge gebaut wurden, über die Ausführung A mit 2192 Fahrzeugen, ging es zur letzten Serienfertigung der Ausführung G mit 2953 Fahrzeugen. Die insgesamt etwa 6000 Fahrzeuge stellten knapp die Hälfte der in diesem Zeitraum produzierten mittleren Kampfpanzer auf deutscher Seite dar. Es wurde aber nur ein Bruchteil der Produktionszahlen der Alliierten erreicht, so wurden z. B. im Produktionszeitraum allein vom T-34 und T-34/85 etwa sechsmal so viele Fahrzeuge wie vom Panther gefertigt.
| Herstellungszahlen des Panzerkampfwagen V Panther |        |         |      |        |     |        |      |        |           |         |          |          |        |
| Jahr                                              | Januar | Februar | März | April  | Mai | Juni   | Juli | August | September | Oktober | November | Dezember | Summe  |
| 1943                                              | 004    | 018     | 059  | 078    | 165 | 160    | 202  | 120    | 197       | 257     | 209      | 299      | 1768   |
| 1944                                              | 279    | 256     | 270  | 311    | 345 | 370    | 380  | 350    | 335       | 278     | 318      | 285      | 3777   |
| 1945                                              | 211    | 126     | 102  | wenige | –   | wenige | –    | 9      | 9         | 9       | 9        | 9        | 0> 448 |

## Technische Beschreibung

### Antrieb und Laufwerk

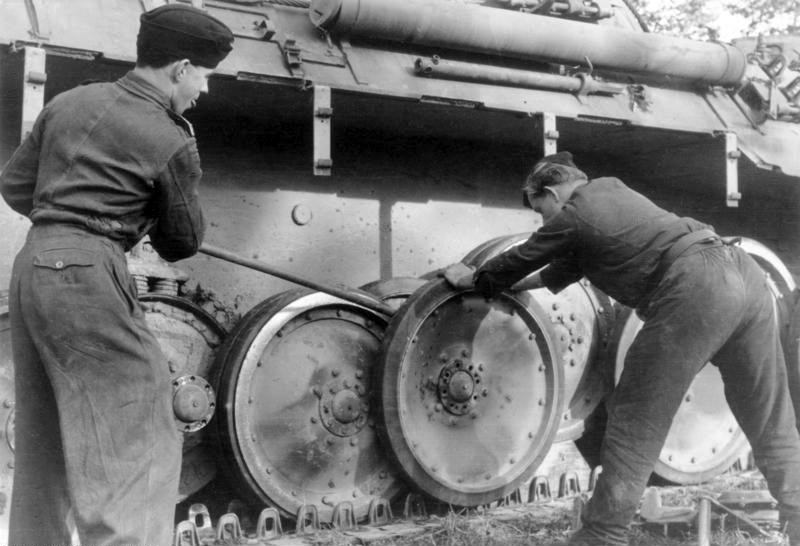
Reparaturarbeiten am Schachtellaufwerk eines Panthers

Der Antrieb des Panthers Ausf. D erfolgte durch Maybach HL 210 P30 Zwölfzylinder-V-Motoren mit 21 Litern Hubraum. Diese leisteten 650 PS bei einer Drehzahl von 3000 min−1. Im Motorraum war eine automatische Halon-Feuerlöschanlage installiert, die mit Kohlenstoff-Chlor-Brom (Bromchlordifluormethan) arbeitete. Das von der Zahnradfabrik Friedrichshafen stammende 7-Gang-Getriebe AK7-200 übertrug die Leistung auf die vorne liegenden Antriebsräder. Damit war auf der Straße eine Höchstgeschwindigkeit von 55 km/h möglich. Nach 250 gebauten Exemplaren kam der größere Motor HL 230 P30 mit 700 PS bei 3000 min−1 zum Einsatz. Der Motor mit zwei Litern mehr Hubraum erlaubte keine höhere Geschwindigkeit, aber eine bessere Beschleunigung. Ab November 1943 wurde zur Steigerung der Lebensdauer des Motors die maximale Drehzahl auf 2500 min−1 begrenzt, was zu einer geringeren Höchstgeschwindigkeit von etwa 45 km/h führte.
Der Panther hatte auf jeder Seite 16 tellerförmige gummibandagierte Laufräder von 86 Zentimetern Durchmesser, die als acht ineinander geschachtelte Doppellaufräder angeordnet waren, wobei jeweils vier paarweise mit den „tiefen“ Seiten nach außen und vier paarweise mit den „tiefen“ Seiten nach innen an den Enden der Radnaben befestigt wurden. Die inneren Laufrollen hatten einen Schließring, der als Anlaufring gegen die Kettenführungszähne ausgebildet war.
Durch die 66 Zentimeter breiten Gleisketten hatte der Panther einen sehr niedrigen spezifischen Bodendruck von 0,85 kg/cm². Zusammen mit anderen Faktoren ergab sich eine für seine Zeit sehr gute Geländegängigkeit und hervorragende Laufeigenschaften auch im Gelände. Das Schachtellaufwerk, verbunden mit einer speziellen Doppeldrehstabfederung mit angepasster Dämpfung, war auf hohe Geschwindigkeiten im Gelände hin optimiert. Die Grundlagenarbeit wurde von Ernst Lehr bei der Firma MAN geleistet. Er erarbeitete damit die Voraussetzungen für den geplanten Einsatz von kreiselstabilisierten Waffenanlagen und für das angestrebte Schießen aus der Bewegung. Entsprechende Versuche wurden mit dem Panther durchgeführt, ebenso Versuche mit der Infrarot Ziel- und Kommandantenoptik FG 1250 im Einsatz.

### Bewaffnung
Alle drei Ausführungen des Panthers waren mit der Kampfwagenkanone 7,5-cm-KwK 42 L/70 als Hauptbewaffnung ausgestattet. Für diese wurden 79 (Ausf. A und D) oder 82 (Ausf. G) Granatpatronen 75×640 mm R mitgeführt. Die empfohlene Ladung bestand zu 50 Prozent aus Panzergranaten 39/42 und zu 50 Prozent aus Sprenggranaten. Dazu kamen einige wenige Panzergranaten 40/42 mit Wolframkern.
Gezielt wurde mit dem binokularen Turmzielfernrohr 12 (TZF 12 oder 12a), das achsparallel zur Kanone eingebaut war. Die ermittelte Treffgenauigkeit mit der Panzergranate 39/42 ergab bei einer Entfernung von 500 Metern zum Ziel eine Trefferwahrscheinlichkeit von 100 Prozent. Diese Werte verschlechterten sich bei 1500 Metern (72 Prozent) und 3000 Metern Entfernung (18 Prozent). Da sie beim Übungsschießen erreicht wurden, war die tatsächliche Treffgenauigkeit auf dem Schlachtfeld in der Regel schlechter und hing von vielen Faktoren ab.
Die Schwenkgeschwindigkeit des Turmes hing ab der Ausf. A von der Drehzahl des Motors ab. Bei der ab November 1943 auf 2500/min gedrosselten Drehzahl konnte der Turm in 18 Sekunden um 360 Grad geschwenkt werden. Fiel der Antrieb aus, war auch eine Handschwenkung des Turms möglich.
| Munition und Durchschlagsleistung der 7,5-cm-KwK 42 L/70 |                     |                     |
| Bezeichnung der Munition | Panzergranate 39/42 | Panzergranate 40/42 |
| Geschossgewicht | 6,8 kg              | 4,75 kg             |
| Mündungsgeschwindigkeit | 935 m/s             | 1120 m/s            |
| Durchschlagsleistung |                     |                     |
| 100 Meter | 138 mm              | 194 mm              |
| 500 Meter | 124 mm              | 174 mm              |
| 1000 Meter | 111 mm              | 149 mm              |
| 1500 Meter | 99 mm               | 127 mm              |
| 2000 Meter | 89 mm               | 106 mm              |
| Bei der Panzergranate 40/42 handelte es sich um ein Geschoss mit einem unterkalibrigen Hartkern aus Wolframcarbid mit Leuchtspur, das aufgrund des Mangels an Wolfram nur in geringen Mengen oder oft gar nicht zur Verfügung stand. Sie hatte im Gegensatz zur Panzergranate 39/42 keine Explosivfüllung. |                     |                     |

### Tarnanstrich
Der Panther wurde im Verlauf des Zweiten Weltkriegs mit mehreren unterschiedlichen Grundfarben und Farbpasten zur Tarnung ausgeliefert. Die eigentliche Tarnung nach den jeweiligen Feldverhältnissen oblag der Truppe.

#### Dunkelgelb mit Verzerrungstarnung
Nach der Heeresmitteilung Nr. 181 Anstrich des Heeresgeräts vom 22. Februar 1943 wurde ein neuer Buntfarbenanstrich anstelle des bis dato für alle Fahrzeuge verwendeten Anstrichs RAL 46 _ Dunkelgrau (heute RAL 7021 Schwarzgrau) verordnet. Als Grundfarbe kam hier RAL dunkelgelb nach Muster _ zum Einsatz (ab 1. Mai 1943 RAL 7028). Die Tarnung selbst war, je nach Jahreszeit, Witterung und Einsatzraum Sache der Truppe. Hierzu wurden für Panzerkampfwagen je Fahrzeug zwei Kilogramm Farbpasten in den Farbtönen RAL 6003 _ (olivgrün), RAL 8017 _ (rotbraun) und dunkelgelb ausgegeben. Für den Auftrag der mit Wasser- oder Treibstoff verdünnbaren Farben wurde eine sparsame, auf das notwendigste beschränkte, Verwendung vorgegeben. Das Muster wurde freigestellt, jedoch werden in der Heeresmitteilung unregelmäßige, größere „wolkenartige“ Farbflecken empfohlen. Eine Tarnpaste für die Wintertarnung war hierbei nicht vorgesehen, diese sollte zu einem späteren Zeitpunkt ausgegeben werden. Fahrzeuge, die bis Februar 1943 ausgeliefert wurden, sollten daher einen werksseitigen, weißen Anstrich erhalten.

#### Rotbraune Grundierung mit Verzerrungstarnanstrich

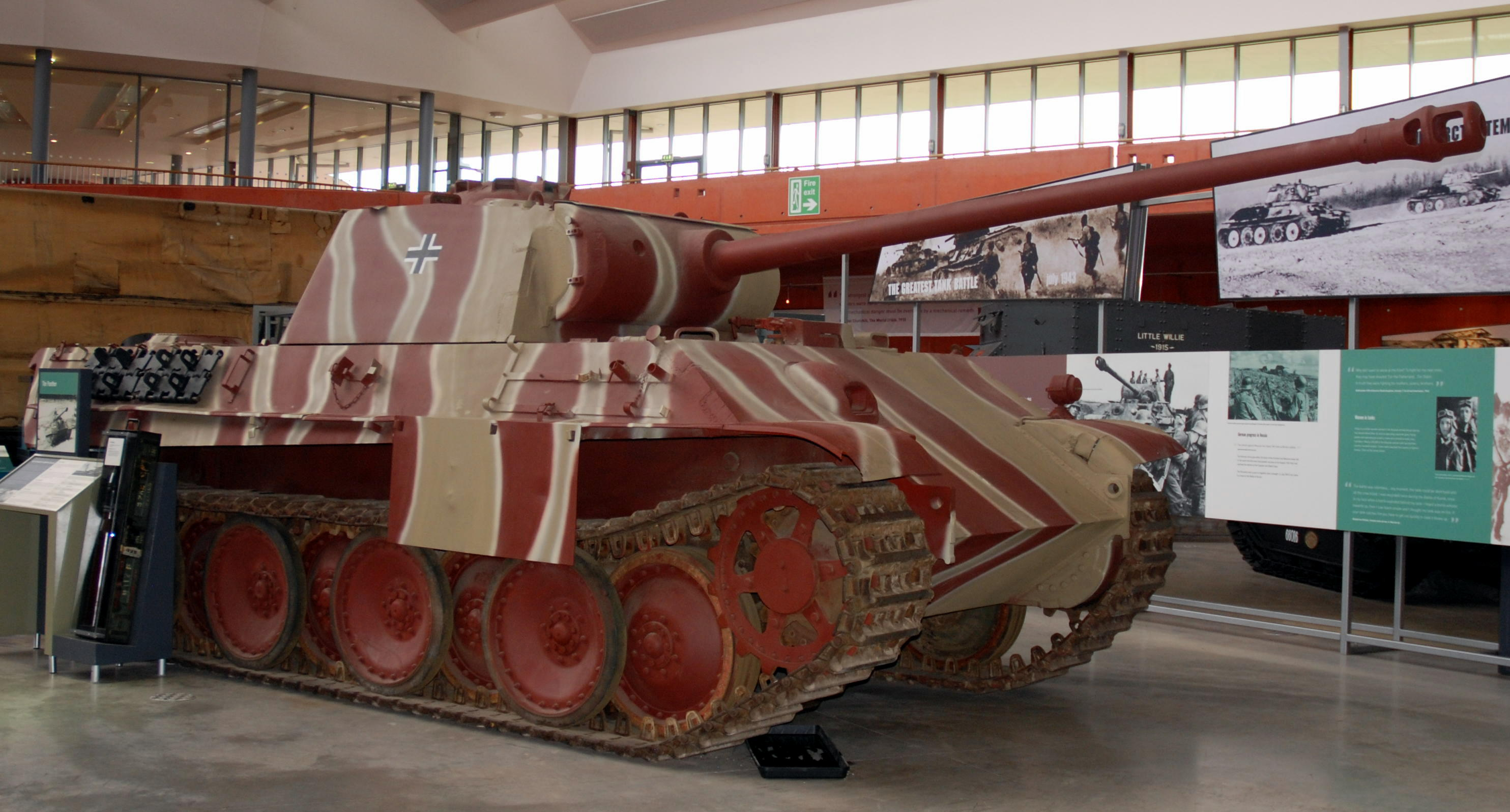
Rotbraune Grundierung mit Verzerrungstarnanstrich

Ab 31. Oktober 1944 wurden die Fahrzeuge mit einem Grundanstrich in RAL 8012 _ versehen, der eigentlich als Rostschutzgrundierung vorgesehen war. Auf Wanne und Turm wurde zusätzlich ein Tarnmuster in weiteren Farben aufgetragen. Auf diesem Weg konnte der Lackierungsprozess deutlich verkürzt werden, und es wurde zudem nur etwa ein Drittel der Farbe benötigt.

## Einsatz

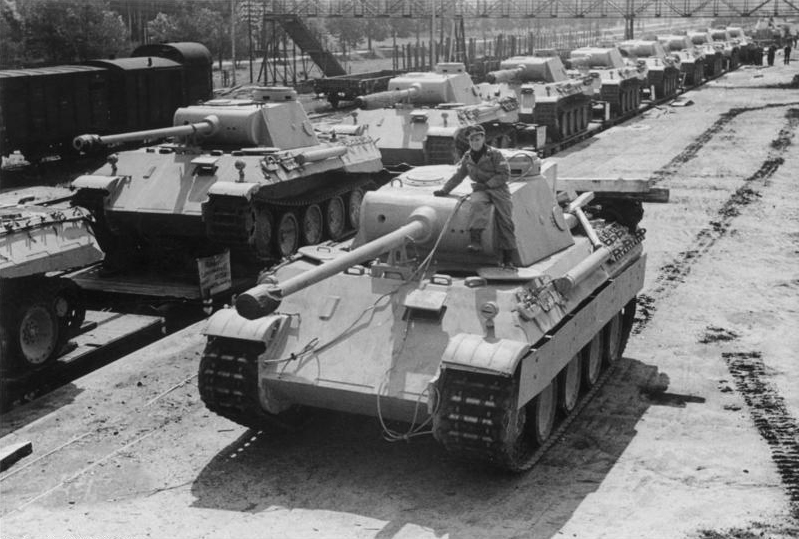
Fabrikneue Panther bei der Verladung auf Eisenbahnwagen, 1943

Ab Januar 1943 stellte die Wehrmacht Panzer-Abteilungen auf, die nur mit dem Panther ausgestattet waren. Für später war geplant, in jedes Panzer-Regiment der Panzer-Divisionen des Heeres und der Waffen-SS eine Panther-Abteilung einzugliedern. Der Kriegsstärkenachweis vom 10. Januar 1943 sah eine Ausstattung mit 96 Panthern vor. Davon waren drei im Nachrichtenzug, fünf im Aufklärungszug und jeweils 22 (vier Züge je fünf Panther plus zwei Kompanieführung) in den vier Panzerkompanien vorhanden. Hinzu kam ein Panzerwerkstattzug für die gesamte Abteilung, der mit fünf schweren Zugkraftwagen 18 t, zwei Bergepanthern zum Abschleppen der schweren Panzer und einem Strabokran ausgestattet war. Zum 1. April 1944 sank die planmäßige Ausstattung der Panzerkompanien auf 17 Panther (drei Züge je fünf Panther plus zwei Kompanieführung). Da der Aufklärungszug ganz entfiel, hatte eine Abteilung nur noch 71 Panther. Zum 1. November 1944 traten dann noch Kriegsstärkenachweise in Kraft, die jeder Panzerkompanie nur noch 14 (drei Züge je vier Panther plus zwei Kompanieführung) oder zehn Panther (drei Züge je drei Panther plus einen für den Kompaniechef) zugestanden, so dass die gesamte Abteilung nur noch halb so stark wie 1943 war.
Als Ausbildungshilfe wurde am 1. Juli 1944 die Pantherfibel vom Generalinspekteur der Panzertruppen Heinz Guderian herausgegeben. Sie war wie die Tigerfibel mit zahlreichen comicartigen Illustrationen versehen und im Fibelstil in weitgehend paarreimenden Versen geschrieben.

### Ostfront

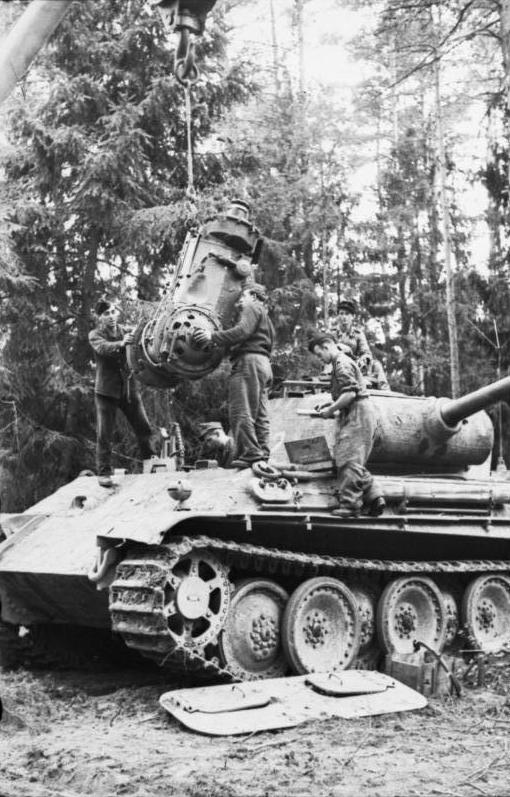
Reparatur an einem Panzer V, 1944

Der erste Einsatz des Panthers erfolgte bei der Schlacht im Kursker Bogen im Süden der Ostfront. Unter dem Oberbefehl der 4. Panzerarmee waren die Panzer-Abteilungen 51 und 52 zum Panzer-Regiment 39 mit insgesamt 200 Panthern zusammengefasst. Bereits beim Ausladen vor dem Angriffsbeginn brannten zwei Panther wegen Motorbränden komplett aus. Nachdem die verbliebenen Panther am 5. Juli 1943 die Offensive im Rahmen der Panzergrenadier-Division Großdeutschland begonnen hatten, waren am 10. Juli nur noch zehn Panther einsatzbereit. Man zählte 23 Totalausfälle nach feindlichen Treffern, 56 waren durch Minen oder Treffer beschädigt und 44 hatten mechanische Ausfälle. Bis zum 20. Juli waren 56 Panther total zerstört worden. Bis zum Ende des Monats Juli 1943 gab es einen Totalverlust von 83 Panthern. Im Einsatz zeigte sich, dass die Besatzungen schlecht ausgebildet waren, da sie überstürzt an die Front geschickt wurden. Es traten zahlreiche technische Mängel auf. Das Seitenvorgelege, welches die Drehzahl des Getriebes auf die Antriebsräder übersetzte, arbeitete mangelhaft wie die Benzinpumpe, die Dichtungen der Benzin- und Ölleitungen waren nicht dicht, die Befestigung des Vergasers war unzureichend und die Motorkühlung arbeitete schlecht. Diese Probleme führten dazu, dass der Panther bei der Schlacht im Kursker Bogen die höchste Ausfallrate unter allen dort in größerem Umfang eingesetzten deutschen Panzertypen hatte.
In kurzer Folge wurden nun komplett mit Panthern ausgestattete Abteilungen an die Ostfront verlegt. Meist waren es im Kampf erfahrene Abteilungen, die zur Umschulung auf den neuen Panzer in die Heimat verlegten und wenige Wochen später zu ihren Stammdivisionen zurückkehrten. Die Zahl der vorhandenen Panther an der Ostfront erhöhte sich jetzt von 173 am 31. August 1943 über 291 (30. November) auf 328 (29. Februar 1944). Am 31. Mai 1944 wurde mit 728 Panthern ein neuer Höchststand erreicht, der erst im März 1945 mit 740 überboten wurde. In der Zwischenzeit war der Bestand mit 600 bis 700 Panthern relativ konstant.
Es hatte sich herausgestellt, dass die Frontpanzerung des Panthers auch durch den T-34/85 nur schwer durchschlagen werden konnte. Der Panther selbst konnte jeden sowjetischen Panzer auch von vorn vernichten. Seine Seiten- und Heckpanzerung konnte aber schon bei Entfernungen über 3000 Meter durchschlagen werden. Erst als der IS 2 1944 an der Front auftrat, war der Panther auch von vorn gefährdet.
Die mechanische Zuverlässigkeit erreichte bald den gleichen Stand wie beim Panzerkampfwagen IV, nachdem erste Verbesserungen in die Serienfertigung eingeflossen waren.

### Italien
Die einzige Einheit, die in Italien mit Panthern kämpfte, war die I. Abteilung des Panzer-Regiments 4, die als selbstständige Heerestruppe im Februar 1944 mit 76 Stück eintraf. Im Kampf gegen den alliierten Vormarsch nach Norden erlitt sie Verluste, es konnte aber eine durchschnittliche Einsatzstärke von 20 bis 30 Panthern bis April 1945 erhalten werden.

### Westfront
Als am 6. Juni 1944 die Alliierten in der Normandie landeten, führte die Wehrmacht bis Ende Juli sechs Panzerdivisionen mit Panther-Abteilungen an die Front. Bis zum 27. Juli gingen 131 Panther verloren. Eine britische Untersuchung von 82 erbeuteten Panthern ergab, dass 36 durch panzerbrechende Munition, 7 durch Artillerie, 8 durch Luftangriffe und 18 durch Selbstzerstörung aufgrund unbekannter Ursachen zerstört wurden. Die Hauptgegner auf britischer Seite waren der Cromwell und der Churchill: Von vorn konnten sie dem Panther zwar nicht gefährlich werden, jedoch auf 1500 Meter die seitliche Panzerung durchschlagen. Beim US-amerikanischen Sherman M4 sah es genauso aus. Der Sherman Firefly mit der stärkeren 17pdr-Kanone (Kaliber 76,2 mm) konnte bei Entfernungen von unter 700 Metern die vordere Turmpanzerung durchschlagen. Der Panther konnte hingegen alle alliierten Panzer zwischen 1000 und 2000 Meter von vorn vernichten. Von der Seite waren Entfernungen bis 3500 Meter möglich.
Aufgrund der Krise, die sich an der Westfront ab August ergab, wurden weitere 9 Panther-Abteilungen an die Front verlegt. Davon kamen 7 in neu aufgestellten Panzerbrigaden mit jeweils nur 36 Panthern zum Einsatz. Ab September 1944 war die Panzer-Brigade 107 dort im Einsatz und erlitt in der Folge schwere Verluste. Vor dem Beginn der Ardennenoffensive (16. Dezember 1944) verlegte die Wehrmacht nochmals starke Panzerverbände an die Westfront, darunter 400 Panther. Trotzdem waren an der Westfront zu keiner Zeit mehr als 471 Panther vorhanden. Tiefpunkte waren der August 1944 mit unter 50 und ab Januar 1945, als die Zahl der vorhandenen Panther unter 220 sank.
Am 6. März 1945 kam es in Köln zu einem Gefecht zwischen einem Panther, einem M4 Sherman sowie einem der wenigen zum Einsatz gekommenen M26 Pershing. In dessen Verlauf wurde der Sherman durch den Panther und dann dieser durch den Pershing zerstört. Das Gefecht wurde durch den US-Kriegsberichterstatter Jim Bates gefilmt und erlangte aufgrund dessen herausragende mediale Bedeutung. In der Gegenwart entwickelte sich eine Kontroverse um die Authentizität der Aufnahmen.

### Andere Staaten der Achse
Mehrere mit Deutschland während des Krieges verbündete Staaten zeigten sich interessiert, den Panther als Kampffahrzeug in den eigenen Streitkräften einzusetzen. Bereits im Februar 1943 bekam das italienische Konglomerat Fiat–Ansaldo eine Lizenz von MAN, den Panther in Italien herzustellen, um den italienischen Streitkräften einen schlagkräftigen mittelschweren Kampfpanzer liefern zu können. MAN schickte ebenfalls einen Beraterstab nach Italien, um die künftige Produktionslinie in Sachen Effizienz zu unterstützen. Das Projekt der italienischen Pantherproduktion befand sich noch in der Planungsphase, als am 25. Juli 1943 Benito Mussolini gestürzt und im folgenden September der Waffenstillstand von Cassibile verkündet wurde. Der Kriegsaustritt verhinderte letztlich den Einsatz des Panthers unter italienischer Flagge; die RSI setzte den Panther nicht ein.
Ähnlich wie mit Italien verhielt es sich mit dem Königreich Rumänien: auch die rumänische Seite erbat die Erprobung des Panthers, um mittel- bis langfristig mit einer rumänischen Pantherproduktion die eigene Panzerwaffe zu verstärken. Mit dem „Königlichen Staatsstreich“ König Michaels I. am 23. August 1944 gegen den deutschlandfreundlichen Machthaber Ion Antonescu wechselte Rumänien die Seiten, bevor der Panther in Rumänien zum Einsatz oder in die Serienproduktion kommen konnte.
Im April 1943 hatte auch das Japanische Kaiserreich eine Produktionslizenz des Panthers erbeten und schickte im Mai eine Anfrage, jeweils einen Panther Ausf. E und einen Tiger Ausf. E nach Japan zu überführen, um beide Fahrzeuge für eine mögliche Serienproduktion zu erproben. Da es wegen der erdrückenden alliierten Luft- und Seeüberlegenheit bereits damals unmöglich war, Kampfpanzer über die Weltmeere zu transportieren, wurde das Projekt nicht realisiert.
Der einzige Staat, der den Panther tatsächlich unter eigenen Hoheitszeichen um Einsatz brachte, war das Königreich Ungarn. Nachdem ungarische Offiziere Anfang 1943 in Kummersdorf erstmals eine Vorführung der Panther-Prototypen erhalten hatten und solche Vorführungen bis Anfang 1944 mehrfach wiederholt wurden, bestand auf ungarischer Seite das Interesse, den eigenen 40 M Turan durch deutsche mittlere Kampfwagen zu ersetzen. Im Juli 1944 wurden schließlich fünf Panther an Ungarn geliefert (das auch eine Lieferung von Panzer IV erhalten hatte), die dort von der 2. Panzer-Division als Teil der 1. Kompanie des Panzerbataillons 3/1 eingesetzt wurden. Die ungarischen Panther führten bei Turda am 15. September 1944 einen ungarischen Gegenstoß gegen die (nunmehr auf alliierter Seite kämpfenden) rumänischen Streitkräfte, welche am 22. September den Großteil eines Panzerbataillons im Kampf gegen die Panther verloren, wobei letztere hier auch ihren ersten Totalausfall zu verzeichnen hatten. Am 24. September waren nur noch zwei der fünf ungarischen Panther kampffähig, bevor sich die Division am 26. September aus dem Sektor zurückzog. Bis zum 8. Oktober verzeichneten die ungarischen Panther 11 Abschüsse gegen feindliche Kampfpanzer und weitere 17 gegen feindliche Panzerabwehrkanonen. Im Herbst 1944 wurden weitere zwölf Panther (die ursprünglich für Rumänien vorgesehen gewesen waren) an die ungarische 2. Panzer-Division ausgeliefert, die Anfang Dezember 1944 nur noch vier Panther hatte. Weitere ungarische Panzerbesatzungen kamen im Januar 1945 zu Ausbildungszwecken nach Deutschland, wurden aber einige Wochen später wegen der rapide verschlechterten Kriegssituation ohne weitere Panzer in die Heimat zurückgeschickt. Die letzten ungarischen Panther kamen vermutlich bei der Schlacht um Budapest zum Einsatz. Der ungarische Panzerentwurf 44M Tas, welcher die älteren Turan-Panzer hatte ersetzen sollen, war an die ungarischen Erfahrungen mit dem Panther angelehnt, er kam nicht über das Prototypstadium hinaus.

### Einsatz durch die Sowjetunion
Ab dem ersten Kampfeinsatz wurde der Panther von verschiedenen militärischen Stellen der Alliierten mit Interesse beobachtet und bei Erbeutung getestet. Die ersten Panther Ausf. D gingen schon während des ersten Einsatzes des Fahrzeugtyps bei der Panzerschlacht im Kursker Bogen verloren; mindestens 29 Panther, die wegen technischer Probleme zurückgelassen werden mussten, konnten von der Roten Armee in reparablem Zustand erbeutet werden. Ab spätestens dem 20. Juli 1943 begannen sowjetische Fahrzeugtests am Panther. Bei Kubinka wurden mindestens zwei auf dem Kursker Schlachtfeld erbeutete Panther wieder fahrfähig gemacht. Die Tests der Roten Armee warnten vor der guten Mobilität, der hervorragenden Optik und der schlagkräftigen Kanone des Panzers, kritisierten aber den Motor und das Fahrwerk als zu leistungsschwach. Beschusstests ergaben gute Ergebnisse für die sowjetischen Geschütze 100 mm D10, 122 mm D25T und 152 mm ML20, aber bescheinigten den Kalibern 45 mm, 76,2 mm, 6-Pfünder und 85 mm D5 eine unzureichende Feuerkraft, um den Panther zu durchschlagen. Spätere sowjetische Panzerentwicklungen (IS-2, SU-100, T-34-85, T-43, T-44) wurden allesamt mit Beschusstests gegen erbeutete Panther durchgeführt.
Obwohl die Rote Armee während ihrer Offensiven zwischen 1943 und 1945 hunderte Panther erbeutete, setzten die Sowjets das Fahrzeug vergleichsweise selten – und stets improvisiert – im Kampf ein. Der erste Einsatz eines sowjetischen Panthers war vermutlich am 5. August 1943 bei Belgorod, wobei die extrem begrenzte Munition solche frühen Einsätze nur für wenige Tage bzw. einige Stunden erlaubt hätte. Im Herbst 1943 setzte das 59. Panzerregiment der Roten Armee einen Beute-Panther ein und notierte im Kriegstagebuch, dass die deutsche Panzerabwehr solchen Beutepanzern mit besonders hohem Beschuss zusetzte, wodurch auch dieser Panther nicht lange im Gefecht blieb. Zwar gab es in der sowjetischen Panzerdoktrin ab dem Januar 1944 Anweisungen, die den Einsatz erbeuteter Panther theoretisch erlaubten, doch fielen die Fahrzeuge den Sowjets nur in Einzelfällen in einem ausreichend nutzbarem Zustand in die Hände, der eine kurzfristige Wiederverwendung durch die Rote Armee erlaubt hätte. Während die Instandsetzung von Panzer III und Panzer IV an der Front bei ausreichender Ruhe möglich war, war der Panther ein besonders kompliziertes Fahrzeugmodell, dessen Einsatz noch durch den Umstand erschwert wurde, dass die Munition für die Hauptkanone wesentlich seltener erbeutet wurde als bei den älteren mittleren Panzern.
Die 3. Panzerarmee erbeutete im Januar 1944 einen Panther bei Schytomyr, der sich bis mindestens September bei der Truppe befand und dabei mindestens einen deutschen Tiger zerstörte. Die 59. Garde-Panzerbrigade des 8. Garde-Panzer-Korps erbeutete im August 1944 mindestens drei Panther gleichzeitig, die es in enger Zusammenarbeit mit dem schweren sowjetischen IS-2 einsetzte. Die 196. Panzerbrigade erbeutete am 6. Juli 1944 einen Panther, den es anschließend über mehr als 200 Kilometer Vormarsch einsetzte, da die eigenen Panzerverluste so hoch waren. Der Panther der 196. Brigade erlitt jedoch einen mechanischen Totalschaden und musste zurückgelassen werden.
Neben regulären Panzereinheiten nutzten in Einzelfällen auch nichtgepanzerte sowjetische Fahrzeugverbände die Chance, einen deutschen Beutepanzer zur Aufrüstung der eigenen Feuerkraft zu nutzen. Das 51. Motorradregiment setzte mindestens zwei Panther und fünf Tiger ein, während das 991. Artillerie-Regiment im März 1945 mindestens drei Panther bei der Eroberung Ungarns in den Kampf führte. Ebenfalls in Ungarn und etwa zum gleichen Zeitraum schickte das 366. Schwere Artillerieregiment zwei weitere Panther im Sektor der 47. Armee in die Schlacht.
Etwa 20 verschiedene Panther können mit einiger Sicherheit im Dienst der Roten Armee, die das Modell als T-5 Pantera bezeichnete, nachgewiesen werden. Die Dunkelziffer, insbesondere bei kurzfristigen Einsätzen, ist höher. Nichtsdestotrotz setzte die Rote Armee den Löwenanteil der von ihr erbeuteten Panther nicht selbst im Gefecht ein. Mehrere dieser Fahrzeuge wurden jedoch in der Endphase des Krieges sowie in der Nachkriegszeit an die Verbündeten der Sowjetunion übergeben.

### Einsatz durch die Westalliierten
Der erste Panther im Besitz der Westalliierten war ein Geschenk der Roten Armee, die einen der bei im Sommer 1943 bei Kursk erbeuteten Panther an die Briten weitergab. Die provisorische Reparatur und der anschließende Transfer des Fahrzeugs (Turm-Nr. 433, Chassis-Nr. 213101) nach Großbritannien dauerte aber sieben Monate. Die vielfältigen technischen Probleme (Fahrwerkschäden, Motorbrände), die zumindest teilweise einer fehlerhaften Reparatur zuzuschreiben waren, ergaben jedoch bei den britischen Behörden eine überwiegend negative Bewertung des Panthers, die sich mit den frühen sowjetischen Einschätzungen (siehe oben) nicht deckt. Auch die Briten stellten jedoch fest, dass viele ihrer schwächeren Kaliber gegen den Panther frontal wirkungslos waren. Lediglich der vergleichsweise mächtige 17-Pfünder, der später für den Sherman Firefly verwendet wurde, erzielte auf Distanzen von unter 1.500 Metern einigermaßen verlässliche Ergebnisse.
Die ersten Begegnungen zwischen westalliierten Streitkräften und deutschen Einheiten mit Panthern gab es auf dem italienischen Kriegsschauplatz. Hier setzten die Deutschen den Panther gegen alle größeren Streitkräfte (Briten, US-Amerikaner, Freie Franzosen) ein und verwendeten außerdem separate Türme des Panthers als statische Befestigungsanlagen. Ab März 1944 wurden in Italien erbeutete Panther intensiv von britischen und US-amerikanischen Behörden getestet. Eine frühe Analyse ergab eine bessere Panzerung und Feuerkraft als bei den vergleichbaren westalliierten Modellen Churchill und M4 Sherman. Es gab jedoch bei den Westalliierten organisatorische Unsicherheiten, ob und inwiefern es sich beim Panther um einen Verwandten des Tigers handelte, der bereits in Nordafrika gegen angloamerikanische Truppen eingesetzt worden war. Bis mindestens Juli 1944 kategorisierten die US-Amerikaner den Panther als einen schweren Kampfpanzer in der gleichen Rolle zum Tiger, während sich der Panther in der Realität in seiner Einsatzkonzeption näher am mittleren Panzer IV befand. Während der Operation Overlord trafen die Westalliierten auf mehr Panther als erwartet, die zudem unerwartet stark gepanzert waren, da insbesondere die US-Amerikaner ihre Beschusstests gegen nachgebaute Panther-Frontalpanzerungen durchgeführt hatten, die sich als schwächer herausstellten als die Panzerung der eigentlichen Fahrzeuge.
An der Westfront erbeutete die US-Armee mehrere zurückgelassene Panther und konnte am 10. Juli 1944 bei Balleroy und ab dem 12. Juli bei Isigny-sur-Mer neue Beschusstests durchführen. Praktisch das gesamte Arsenal US-amerikanischer Waffen stellte sich als wirkungslos heraus, wobei nur die 90-mm-Flak M1A1 eine Ausnahme darstellte. Ähnlich dem britischen 17-Pfünder beim Firefly wurde die 90-mm-Flak später zum Hauptgeschütz des M26 Pershing und des M36 Jackson, die als US-amerikanische Antworten auf deutsche schwere Panzer konzipiert waren.

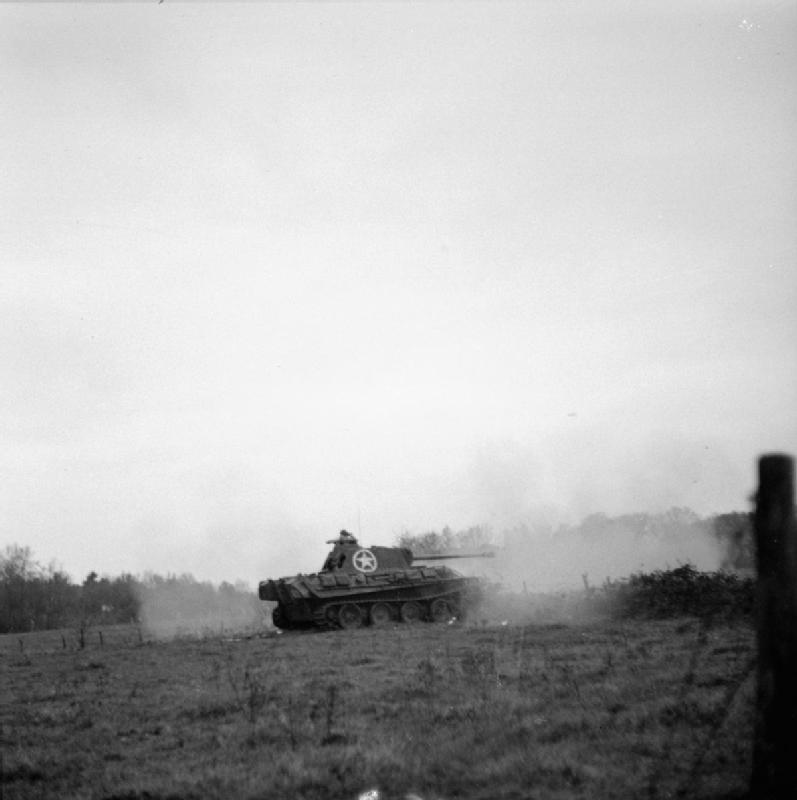
Cuckoo, von den Coldstream Guards an der Westfront erbeutet, gehört zu den meistfotografierten und bekanntesten Beute-Panthern des Krieges.

Die Briten setzten insgesamt zwei Panther im Kampf ein. Am 22. Oktober 1944 erbeuteten die Seaforth Highlanders of Canada einen fast vollständig intakten Panther des Panzerregiments 4 der 26. Panzer-Division in einem Straßengraben bei Martorano in Norditalien. Das Fahrzeug, Deserter („Deserteur“) getauft, wurde nach minimalen Reparaturen und umfangreicher Bemalung mit alliierten Hoheitszeichen als Teil des 145. Bataillons der 21. Panzerbrigade des Royal Armoured Corps eingesetzt. Deserter wurde im November 1944 zum Beschuss deutscher Stellungen in Italien genutzt und nach der Auflösung des 145. Bataillons aus der Linie gezogen. Danach diente Deserter als Betrachtungsfahrzeug zur Vorführung des Panthers. Mechanische Probleme führten schließlich zur Ausmusterung des Fahrzeugs, dessen exaktes Schicksal unbekannt ist. Ende 1944 erbeuteten die Coldstream Guards einen weiteren Panther bei Overloon in den Niederlanden. Das Fahrzeug, welches von der 2. Abteilung der deutschen Panzerbrigade 107 zurückgelassen worden war, wurde dem Hauptquartier des Regiments zugeteilt, mit alliierten Hoheitszeichen bemalt und auf den Namen Cuckoo („Kuckuck“) getauft. Cuckoo kam beim Angriff auf die Burg bei Geijsteren zum Einsatz, die von deutschen Fallschirmjägern verteidigt wurde. Besonders die Präzision des Hauptgeschützes des Panthers erwies sich hier als Vorteil, da Cuckoo in der Lage war, auf große Distanz durch einzelne Fenster der Burg zu schießen, um die dahinterstehenden Soldaten gezielt zu töten. Cuckoo blieb anschließend noch etwa 90 Tage lang einsatzbereit und wurde während der Operation Blackcock (Ende Januar 1945) eingesetzt. Das Fahrzeug, bei dem es sich wohl um den am meisten fotografierten Beutepanther des Krieges handelte, wurde nie in ein Panzerduell mit einem deutschen Fahrzeug verwickelt und fand das Ende seines Einsatzes durch die für den Panther typischen mechanischen Probleme. Cuckoo musste am 22. Februar 1945 östlich von Kleve aufgegeben werden, nachdem die Treibstoffzufuhr versagte.
Nach einer schweren Niederlage deutscher Panther gegen die französische 2. Panzerdivision bei Dompaire setzten die Franzosen mindestens einen Beutepanther ein. Dieses Fahrzeug erhielt den Spitznamen Kaysersberg, wurde im März 1945 bei Colmar eingesetzt und am 4. April nach wiederholten technischen Problemen zurückgelassen.

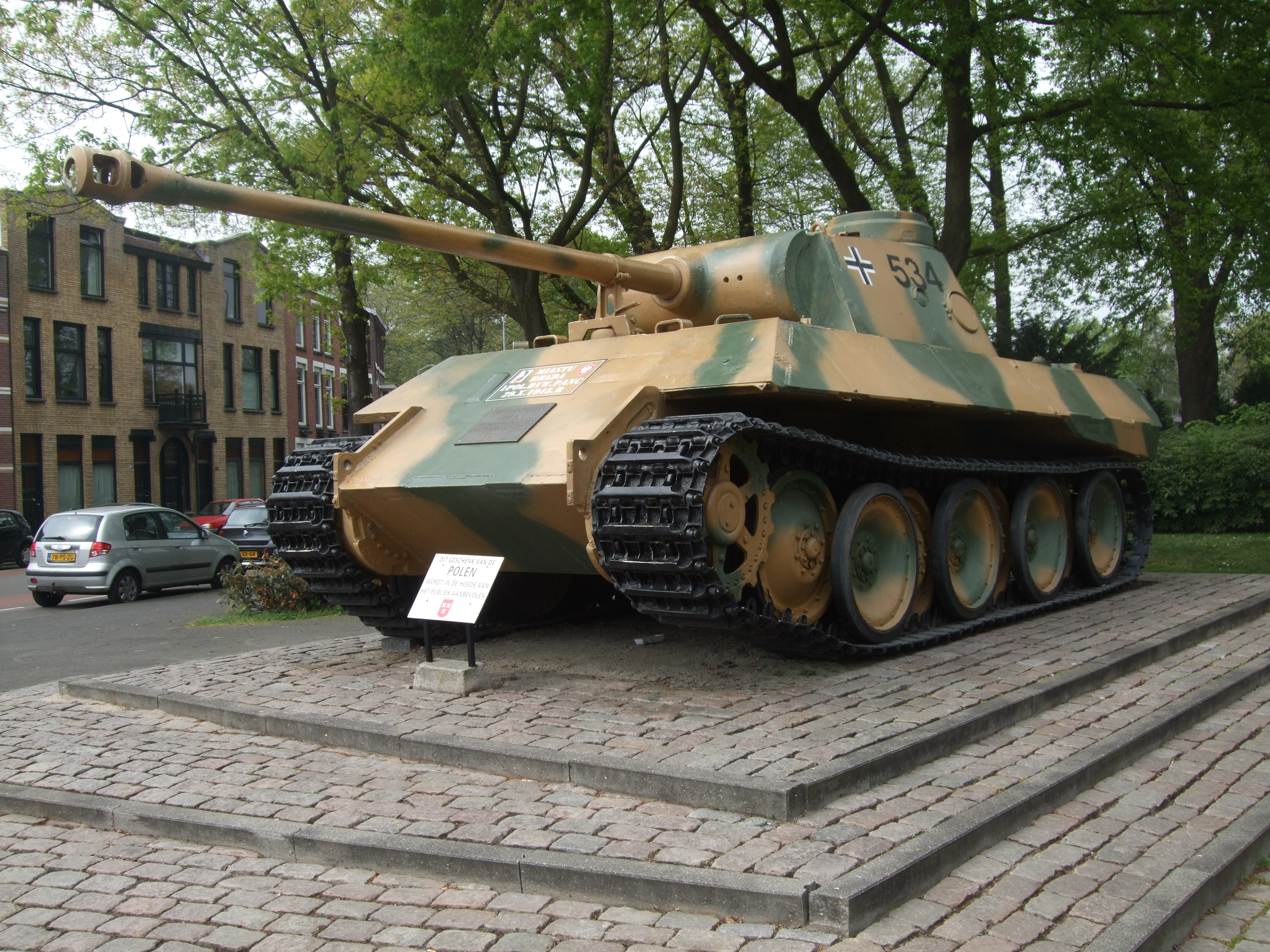
Ein von den PSZ eingesetzter Beute-Panther wurde nach dem Krieg der Stadt Breda übergeben und dort in ein Denkmal umgewandelt.

Die PSZ setzten in den Niederlanden mindestens einen erbeuteten Panther kurzfristig ein. Die polnischen Veteranen übergaben das Fahrzeug später der Stadt Breda, wo es heute im Wilhelminapark als Denkmal ausgestellt ist.

### Einsatz durch Widerstandsbewegungen
Während des Warschauer Aufstands 1944 erbeutete die Polnische Heimatarmee mindestens zwei gefechtsbereite Panther, die sie „Pudel“/„Magda“ und „Felek“ taufte. Beide Panzer kämpften in den Straßen Warschaus und lieferten sich dabei Duelle mit deutschen gepanzerten Fahrzeugen, etwa dem Jagdpanzer 38.
Die Forces françaises de l’intérieur, die im Herbst 1944 eigene gepanzerte Verbände aufstellten, konnten auf deutschen Panzerschrottplätzen mindestens zwei reparable Panther finden und mithilfe kriegsgefangener deutscher Mechaniker wieder fahrfähig machen. Die beiden Panzer wurden spätestens ab März 1945 im Rahmen der 1er Groupe Mobile de Reconnaissance Seite an Seite mit regulären französischen Kräften eingesetzt.

### Nach dem Krieg
Der Panther wurde in seiner Ausführung G auch von den Alliierten nach dem Ende des Krieges als „bester mittlerer Kampfwagen“ aller Konfliktparteien bewertet. Die französischen Streitkräfte rüsteten unmittelbar nach dem Krieg zwei Einheiten mit erbeuteten Panthern aus („503e régiment de chars de combat“ – 503. Panzerregiment und das „6e régiment de cuirassiers“ – 6. Kürassierregiment), bis ein geeigneter Nachfolger beschafft werden konnte. Die Kanone des Panther wurde nach dem Krieg in Frankreich in modifizierter Version für den leichten Panzer AMX-13 weiter produziert.
Anfang Juni 1945 wurde im Daimler-Benz-Werk Marienfelde in Berlin für die Rote Armee aus vorhandenen Teilen „eine Handvoll“ Panther gefertigt.
Die Briten ließen 1945/1946 bei MNH in Hannover zu Versuchszwecken noch neun Panther und zwölf Jagdpanther aus Restbeständen montieren.

## Nachbetrachtung
Die später verbesserten Produktionsreihen des Panthers (Ausführungen A und G) waren dem T-34, der den Hauptausschlag für die Entwicklung des Panthers gegeben hatte, sowohl technisch als auch im Gefechtswert überlegen. Die Vorteile überwogen, auch wenn einige Fehler am Panther bis zum Ende der Produktion nicht behoben werden konnten.
Vorteile des Panthers waren seine starke Kanone, eine hohe Schussfolge und seine starke frontale Panzerung. Der Panther war mit einem Überlagerungslenkgetriebe ausgestattet, das ihm eine sehr gute Manövrierfähigkeit auch bei geringen Geschwindigkeiten erlaubte. In Bezug auf Federung und Dämpfung gilt der Panther als Vorreiter späterer Panzer nach dem Zweiten Weltkrieg. Er ebnete damit den Weg zum heute selbstverständlichen Feuerkampf aus und in der Bewegung.
Schwächen des Panthers waren eine ungenügende Leistung der hydrostatischen Turmschwenkanlage (so konnte der Turm bei stärkerer Schräglage des Panzers nur noch mit dem Handantrieb gedreht werden) sowie seine relativ schwache seitliche Panzerung. Auch sein kompliziertes Schachtellaufwerk sorgte für Ausfälle, insbesondere in der Sowjetunion – der zähe Schlamm setzte sich zwischen die Laufräder und konnte bei längerem Stillstand einfrieren. Auch war das Seitenvorgelege (Untersetzungsgetriebe hinter den Treibrädern vorn) als einfaches Stirnradgetriebe statt eines aufwändigen Planetengetriebes zu schwach ausgeführt. Es wird berichtet, dass Motoren eine Lebensdauer von 1000 bis 1500 km, Ketten und Laufwerk von 1500 bis 3000 km und die Seitenvorgelege von nur 150 bis 1500 km hatten.
Die Instandsetzung der speziellen Panther-Hochleistungs-Drehstabfederung mit ihren drei verschiedenen Drehstabausführungen und Schachtellaufwerk konnte bei Schäden äußerst aufwendig sein, da neben den betroffenen Schwingarmen auch die der „benachbarten“ Laufrollen und innere Einbauteile, für den Austausch einer bestimmten Drehstabausführung auch gegenüberliegende Laufrollen demontiert werden mussten.
Hitler war vom Panther, der von der Konstruktionszeichnung ohne gründliche Erprobung in die Serie ging, schwer enttäuscht. Am 28. Januar 1944 äußerte er in einer Lagebesprechung:

„Man hat das Gefühl, bei den He 177 sind sowieso praktisch gleich wieder 50% ausgefallen. Die kommen nicht einmal da herüber. Diese Drecksmaschine ist natürlich der größte Mist, der wahrscheinlich je fabriziert worden ist. Das ist der fliegende Panther, und der Panther ist die kriechende Heinkel.“

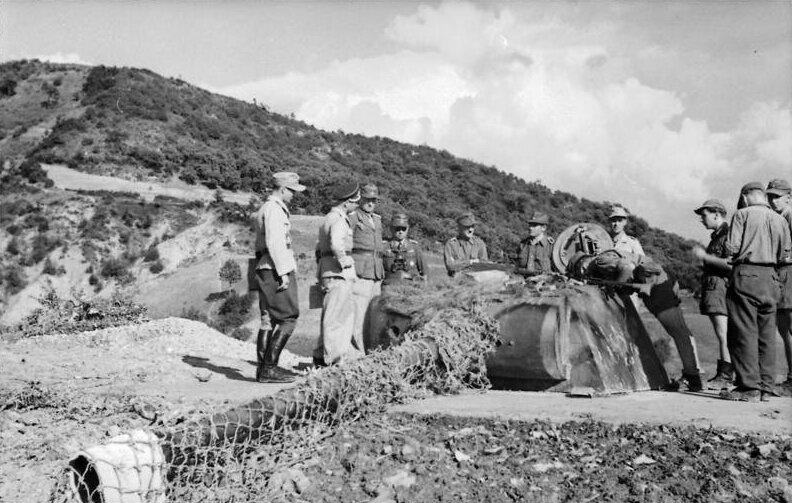
Eine mit einem Pantherturm befestigte Stellung („Pantherbunker“); Italien 1944

Er befahl, sogenannte Pantherbunker zu bauen, kleine Betonwerke mit aufgesetztem Pantherturm. Im November 1943 besprach er die Konstruktion dieser Bunker und äußerte die Auffassung, dass es besser gewesen wäre, Pantherbunker statt Panther zu bauen. Davon wurden im Mai 1944 34 Stück fertiggestellt und eine weitere Monatsproduktion von 15 Stück angeordnet.

## Varianten/Projekte

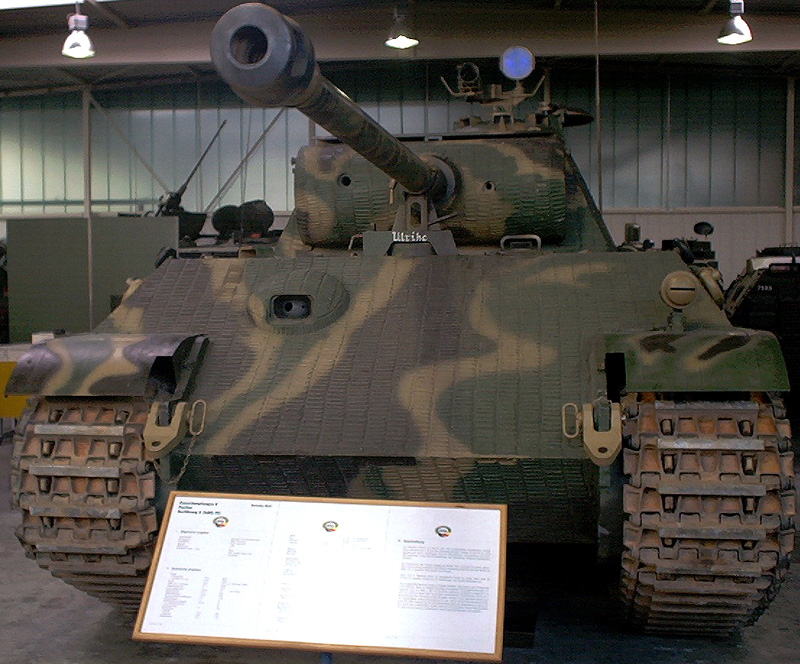
Panzer V Panther Ausf. G mit Nachtsichtgerät

- Nachtkampf-Variante: Ab September 1944 wurden einzelne Fahrzeuge für den Nachtkampf ertüchtigt und mit einem zur Rundumbeobachtung konzipierten 30-cm-Infrarot-Fahr-und-Zielgerät FG 1250 auf der Kommandantenkuppel ausgerüstet. Aus Ersparnisgründen (ein sogenannter Bildwandler/Biwa kostete 35.000 RM) erhielten Richtschütze und Fahrer keine eigenen IR-Geräte; sie wurden entsprechend durch den Kommandanten gemäß dem Richtkreisprinzip instruiert. Im November 1944 gingen die ersten 63 Nachtkampf-Panther an die Truppe. Vereinzelt erhielten die Richtschützen Höhenrichtgeräte nach dem Muster der 8,8-cm-Flak. Der Einbau von Seitenrichtgeräten kam über die Planung nicht mehr hinaus.[44] Wegen seiner Größe wurde das IR-Gerät beim „Panther“ außerhalb der Kommandantenkuppel montiert.[44] Der mit dem Kopf aus der Luke schauende – und damit gegen Feindbeschuss ungeschützte – Kommandant konnte dem Richtschützen mit Hilfe des Zielgerätes die Seitenrichtung durch Antippen der linken und rechten Schulter mit seinem Fuß und die Höhenrichtung für die Kanone mit einem Anzeigemechanismus vorgeben. Mit dem kleinen Fahrscheinwerfer auf dem Turm waren Sichtweiten um 150 m möglich.[45] Zusammen mit einem 60-cm-IR-Scheinwerfer „Uhu“ auf Schützenpanzer Serie 251/20 soll nachts bei nebelfreiem Wetter eine Reichweite von 600 m möglich gewesen sein. Trotz kurzfristiger Vorbereitungen für eine generelle Ausrüstung mit dem Zielgerät[46] gab es bis zum Ende des Krieges nur vereinzelte Einsätze.

Auf Basis des Panzerkampfwagens V wurden folgende Fahrzeuge gebaut:
- Panzerbefehlswagen Panther, mehr Funkausrüstung und weniger Kanonenmunition
- Jagdpanther (Sd.Kfz. 173) mit der 8,8-cm-PaK 43 L/71
- „Bergepanther“ (Sd.Kfz. 179 – Bergepanzer Panther)

In Planung waren noch folgende Ausführungen bzw. Abarten des Panthers:

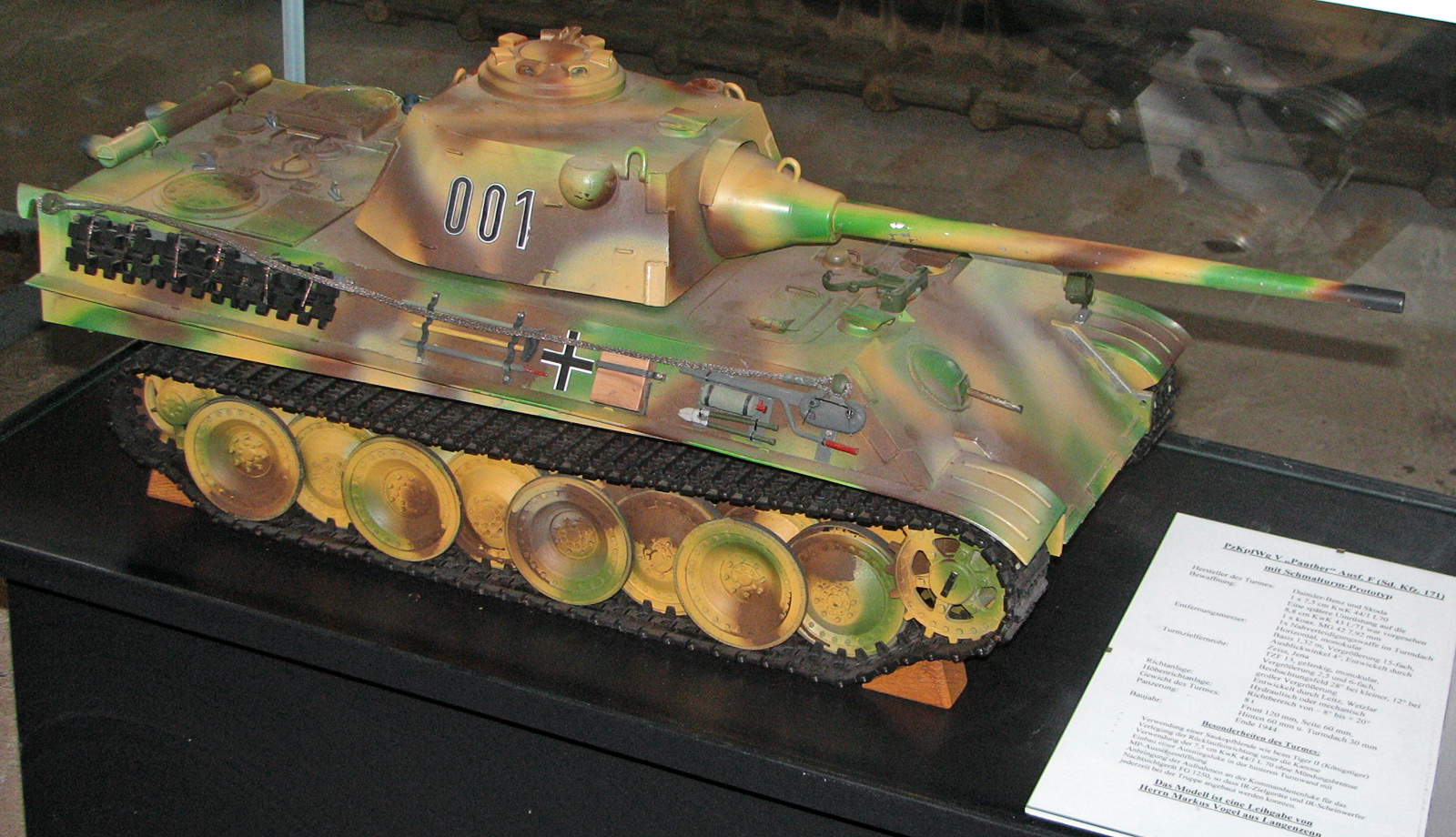
Panther Ausf. F mit Schmalturm (Modell)

- Panzerbeobachtungswagen Panther, nur mit MG-Bewaffnung, Kanonenattrappe (nur Prototyp)
- Flakpanzer Coelian (Pantherwanne mit 3,7-cm- bzw. 5,5-cm-Zwillingsgeschütz in neuem Turm zur Flugabwehr)
- Panther Ausf. F, Wanne der Ausf. G mit verstärkter Panzerung sowie einem neuartigen „Schmalturm“. Die Bewaffnung bestand aus einer 7,5-cm-KwK 44/I (L/70) ohne Mündungsbremse, einem koaxialen MG42 und einem Sturmgewehr 44 für den Funker in einer Kugelblende. Der erste Versuchsturm war noch mit einer 7,5-cm-KwK 42 ausgerüstet und wurde ab dem 20. August 1944 auf einem Fahrgestell der Ausf. G (Fahrgestellnummer 120413) beim Wa Prüf 6 getestet. Der zweite Versuchsturm folgte ab dem 4. Januar 1945 auf demselben Fahrgestell. Daimler-Benz stellte die Produktion der Fahrgestelle auf die Ausf. F im März 1945 um, im April folgte M.A.N. Im April begann auch in den Nibelungenwerken und bei Krupp-Gruson die Produktion der Fahrgestelle. M.N.H. stellte als letztes die Produktion im Mai 1945 um. Die ersten fertigen Panther Ausf. F sollten im Juni 1945 ausgeliefert werden. Die noch von Daimler-Benz ausgelieferten Fahrgestelle wurden mit dem Turm der Ausf. G bestückt. Mehrere Türme der Ausf. F wurden von den Amerikanern und Briten 1945 erbeutet und getestet. Ihre optischen Entfernungsmesser galten als revolutionär. Der Torso eines Prototyp-Turms befindet sich in der Sammlung des Panzermuseums Bovington in Großbritannien. Er wurde nach dem Krieg von der britischen Armee zu Beschussversuchen verwendet und dann auf einem englischen Schießplatz auf ein Cromwell-Hartziel aufgesetzt und vergessen. Ende der 1980er-Jahre wurde er wiedergefunden, aufgearbeitet und ausgestellt.[47]
- Panzerzerstörer Panther (Pantherwanne mit Kasemattenaufbau, ähnlich dem des Jagdpanthers, und 12,8-cm-Geschütz vom Jagdtiger)
- Panther 2 (zeitweilig geplanter Nachfolger des Panthers)

Daneben wurden während des Zweiten Weltkriegs von verschiedenen Herstellern Alternativen zu den wassergekühlten Ottomotoren (Maybach HL 230) des Panthers gesucht; die Österreichische Saurer Werke AG entwickelte beispielsweise einen luftgekühlten Zweitakt-Dieselmotor. Die dadurch bedingte erhöhte Temperatur im Motorraum erforderte eine bessere Wärmeableitung.

## Siehe auch

Panzerkampfwagen V Ausf. G

## Technische Daten

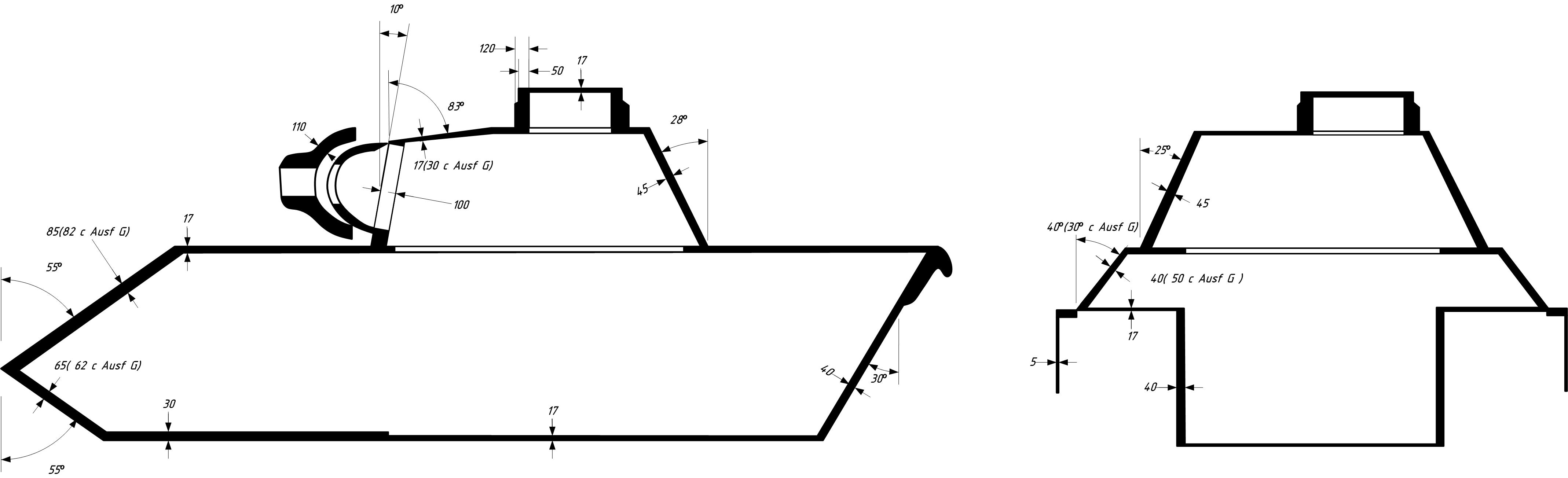
Panzerschema

| Technische Daten der Ausführungen des Panzerkampfwagen V Panther | | | |
|                                                                  | Ausführung D | Ausführung A | Ausführung G |
| Allgemeine Eigenschaften                                         | | | |
| Baujahr                                                          | Januar bis September 1943 | August 1943 bis Juni 1944 | März 1944 bis April 1945 |
| Hersteller                                                       | M.N.H., Henschel & Sohn, Daimler-Benz, MAN | M.N.H., Daimler-Benz, MAN, Demag | M.N.H., Daimler-Benz, MAN |
| Stückzahl                                                        | 842 | 2192 | 2953 |
| Fahrgestellnummern                                               | 151000–160000, 210255–211000 | 210001–210254, 211001–214000 | 120301– ?, 124301– ?, 214001– ? |
| Besatzung                                                        | 5 (Kommandant, Richtschütze, Ladeschütze, Funker, Fahrer) | 5 (Kommandant, Richtschütze, Ladeschütze, Funker, Fahrer) | 5 (Kommandant, Richtschütze, Ladeschütze, Funker, Fahrer) |
| Gewicht                                                          | 44,8 t | 44,8 t | 44,8 t |
| Turmgewicht                                                      | 7,5 t | 7,5 t | 7,5 t |
| Länge                                                            | 8,86 m | 8,86 m | 8,86 m |
| Breite (mit Schürzen)                                            | 3,27 m (3,42 m) | 3,27 m (3,42 m) | 3,27 m (3,42 m) |
| Höhe                                                             | 2,99 m | 2,99 m | 2,99 m |
| Spurweite                                                        | 2,61 m | 2,61 m | 2,61 m |
| Kettenbreite                                                     | 66 cm | 66 cm | 66 cm |
| Kettenauflage                                                    | 3,92 m | 3,92 m | 3,92 m |
| Bewaffnung                                                       | | | |
| Hauptbewaffnung                                                  | 7,5-cm-KwK 42 L/70 | 7,5-cm-KwK 42 L/70 | 7,5-cm-KwK 42 L/70 |
| Sekundärbewaffnung                                               | 2 × 7,92-mm-MG 34 | 2 × 7,92-mm-MG 34 | 2 × 7,92-mm-MG 34 |
| Munitionsvorrat KwK                                              | 79 | 79 | 82 |
| Munitionsvorrat MG                                               | 4200 | 4200 | 4200 |
| Kaliberlänge (KwK)                                               | L/70 | L/70 | L/70 |
| Feuerhöhe                                                        | 230 cm | 230 cm | 230 cm |
| Rohrüberstand                                                    | 198 cm | 198 cm | 198 cm |
| Panzerung                                                        | | | |
| Turmblende (gewölbt)                                             | 100 mm | 100 mm | 100 mm |
| Turmfront (Neigung 78°)                                          | 100 mm | 100 mm | 100 mm |
| Turmseiten (65°)                                                 | 45 mm | 45 mm | 45 mm |
| Turmheck (62°)                                                   | 45 mm | 45 mm | 45 mm |
| Turmdach (2 bis 7°)                                              | 16 mm | 16 mm | 16 mm |
| Wannenbug (35°)                                                  | 60 mm | 60 mm | 50 mm |
| Fahrerfront (35°)                                                | 80 mm | 80 mm | 80 mm |
| Wannenseite unten (Dicke, Neigung)                               | 40 mm, 90° | 40 mm, 90° | 40 mm, 90° |
| Wannenseite oben (Dicke, Neigung)                                | 40 mm, 50° | 40 mm, 50° | 50 mm, 60° |
| Wannenheck (60°)                                                 | 40 mm | 40 mm | 40 mm |
| Wannenboden (0°)                                                 | 30–16 mm | 30–16 mm | 25–16 mm |
| Beweglichkeit                                                    | | | |
| Motor                                                            | Zwölfzylinder-Ottomotor vom Typ Maybach HL 230 P30 wassergekühlter V-Motor mit 60° Bankwinkel vier Registervergaser, aus vier Doppel-Fallstromvergasern realisiert je Zylinderbank ein Bosch-Magnetzünder, Trockensumpfschmierung, Ölinhalt 28 Liter | Zwölfzylinder-Ottomotor vom Typ Maybach HL 230 P30 wassergekühlter V-Motor mit 60° Bankwinkel vier Registervergaser, aus vier Doppel-Fallstromvergasern realisiert je Zylinderbank ein Bosch-Magnetzünder, Trockensumpfschmierung, Ölinhalt 28 Liter | Zwölfzylinder-Ottomotor vom Typ Maybach HL 230 P30 wassergekühlter V-Motor mit 60° Bankwinkel vier Registervergaser, aus vier Doppel-Fallstromvergasern realisiert je Zylinderbank ein Bosch-Magnetzünder, Trockensumpfschmierung, Ölinhalt 28 Liter |
| Hubraum                                                          | 23 l | 23 l | 23 l |
| Leistung                                                         | maximal 700 PS bei 3000 min−1, Dauerleistung 600 PS bei 2500 min−1 | maximal 700 PS bei 3000 min−1, Dauerleistung 600 PS bei 2500 min−1 | maximal 700 PS bei 3000 min−1, Dauerleistung 600 PS bei 2500 min−1 |
| Leistung/Gewicht                                                 | 15,6 PS/t (14,5 PS/t mit HL 210) | 15,6 PS/t | 15,6 PS/t |
| Höchstgeschwindigkeit Straße                                     | 55 km/h (46 km/h bei Dauerleistung) | 55 km/h (46 km/h bei Dauerleistung) | 55 km/h (46 km/h bei Dauerleistung) |
| Höchstgeschwindigkeit Gelände                                    | 24 km/h | 24 km/h | 24 km/h |
| Kraftstoffvorrat                                                 | 730 Liter | 730 Liter | 730 Liter |
| Fahrbereich                                                      | 200 km (Straße), 100 km (Gelände) | 200 km (Straße), 100 km (Gelände) | 200 km (Straße), 100 km (Gelände) |
| Bodenfreiheit                                                    | 54 cm | 54 cm | 54 cm |
| Bodendruck                                                       | 0,86 kg/cm² | 0,86 kg/cm² | 0,86 kg/cm² |
| Kletterfähigkeit                                                 | 90 cm | 90 cm | 90 cm |
| Steigfähigkeit                                                   | bis zu 35° | bis zu 35° | bis zu 35° |
| Wattiefe                                                         | 190 cm | 190 cm | 190 cm |
| überschreitbare Grabenbreite                                     | 245 cm | 245 cm | 245 cm |